# مرتسن
مرتسن (به آلمانی: Merzen) یک شهر در آلمان است که در Osnabrück واقع شده‌است. مرتسن ۴٬۰۹۲ نفر جمعیت دارد.